# Strangalomorpha tomentosa
Strangalomorpha tomentosa là một loài bọ cánh cứng trong họ Cerambycidae.